# Kutay (Gottheit)
Kutay, auch Kudai, ist eine aus der alttürkischen Mythologie sowie der jakutischen Kultur bekannte (Schutz-)Gottheit der Schmiede.

## Herkunft
Ein in der jakutischen Mythologie als Kudai Bakshi (auch K’daai Maqsin) bezeichneter „Urschmied“ lebt in der mythologischen Vorstellung in einem von Flammen umgebenen Haus aus Eisen. Er besitzt überdies auch die Fähigkeit zu heilen, insofern werden ihm schamanische Fähigkeiten und Funktionen zugeschrieben. 
Spuren der Vorstellung der Heiligkeit des Eisens bestehen auch in der anatolischen Folklore fort: „Eisen ruft Furcht und Ehrfurcht hervor, es birgt heilende Kraft gegen den Schadzauber übernatürlicher Wesen“.
Kutay ist überdies ein in der türkischen Sprache gebräuchlicher Vorname.